# Шталаг 349
Шталаг 349 (нем. Stalag-349) или Уманская яма (укр. Уманська яма) — нацистский концентрационный лагерь, созданный для содержания советских военнопленных после разгрома под Уманью.

## История
После сокрушительного поражения Красной Армии в конце июля-начале августа 1941 года, в ходе которого были сначала окружены, а затем практически полностью уничтожены соединения 6-й и 12-й советских армий, около 18500 солдат РККА погибло и 65 тысяч человек попало в плен.
Захваченных в том котле советских военнопленных немцы поместили в созданный на территории карьера в западной части города Умань лагерь «Шталаг-349”». Он представлял собой глиняный карьер шириной около 300 м и длиной около 1 км, с отвесными стенами высотой до 15 м. В “Уманскую яму“ были согнаны десятки тысяч пленных. Из-за плохих условий содержания многие погибли. В местах боев и в лагере немцы и пособники расстреливали военнопленных евреев, комиссаров, политбойцов, раненых и ослабевших. Общее количество похороненных здесь людей до сих пор точно неизвестно.

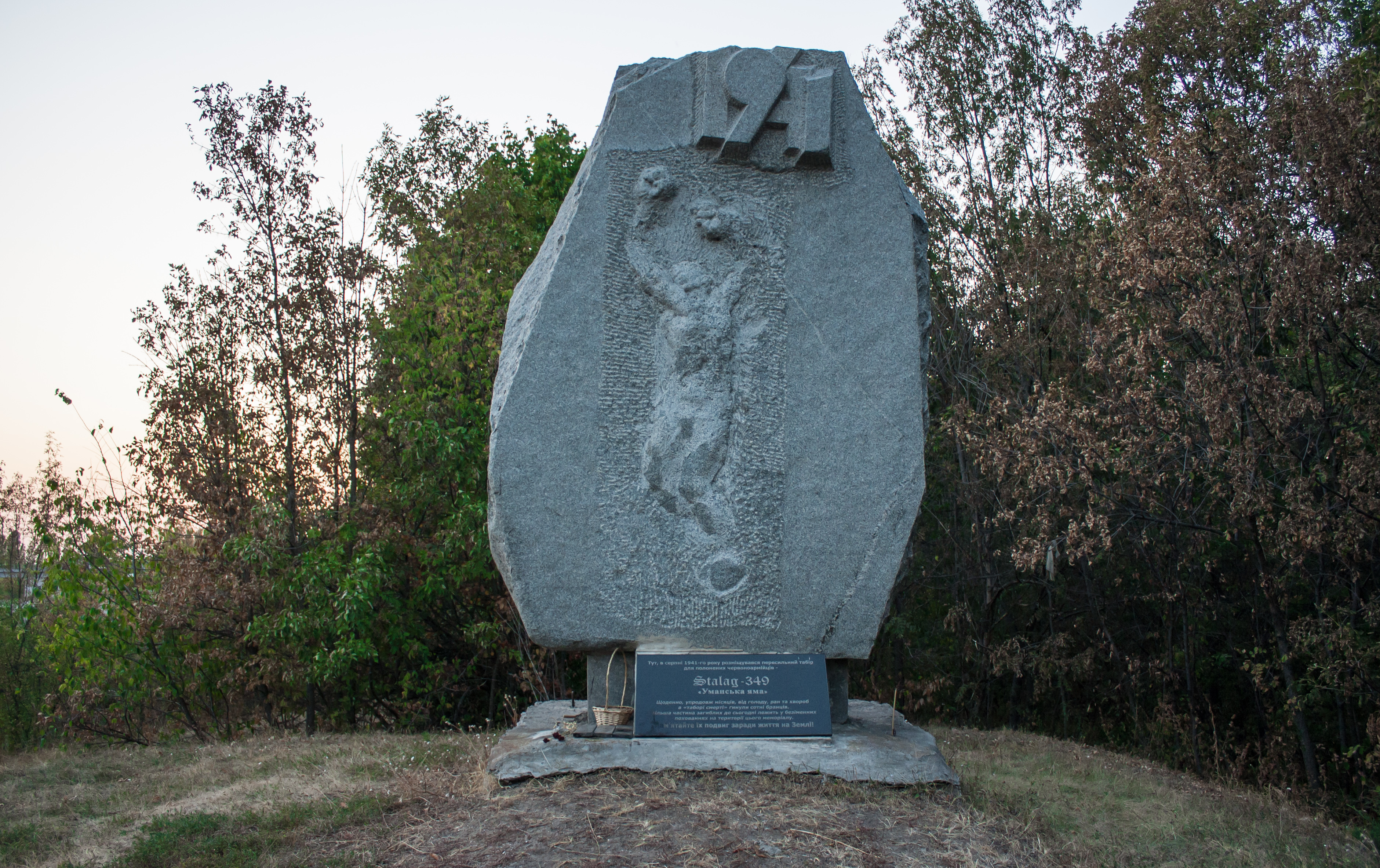
Памятник на месте расположения концлагеря военнопленных Шталаг №349 «Уманская яма»

## Примечание
1. ↑  Тайна «Уманской ямы». Архивировано 13 октября 2022. Дата обращения: 13 октября 2022.